# Telent
Telent Limited is dienstverlenend bedrijf, dat radio, telecommunicatie- en internet-systemen te installeert. Het bedrijf werd opgericht in 2006 vanuit de Britse en Duitse bedrijven van de Marconi Company (voorheen General Electric Company plc) die niet waren overgenomen door Ericsson.
Het bedrijf levert een scala aan netwerk-en communicatiediensten aan verscheidene industrieën met name op het gebied van logistiek en transport. Het hoofdkwartier van de onderneming is gevestigd in Engelse Warwick. Er werken zo'n 2000 mensen en het heeft een omzet van 312 miljoen pond in 2005.